# Eduardo Arroyo
Eduardo Arroyo Rodríguez (* 26. Februar 1937 in Madrid; † 14. Oktober 2018 ebenda) war ein spanischer Maler, Bildhauer und Grafiker. Er betätigte sich auch als Journalist, Schriftsteller, Bühnenbildner und Kostümbildner.

## Leben

### Frühe Jahre in Madrid und Paris
Zunächst war Eduardo Arroyo in Madrid als Journalist tätig, verließ Spanien aber 1958 aufgrund seiner prinzipiellen Verachtung des Regimes Francisco Francos (den sich auf seine alten Tage damit abfindenden Salvador Dalí bezeichnete Arroyo später als „Hure“). Er siedelte sich in Paris an und wandte sich als Autodidakt der Malerei zu. 1960 folgten drei frei finanzierte Studienreisen nach Italien. 1963 wurde er Mitglied der jungen Künstlervereinigung „Salon de la Jeune Peinture“ und hatte Kontakt zu Gérald Gissiot-Talabot, Antonio Recalcati, Francis Biras, Gilles Aillaud und mit dem spanischen alten Meister Joan Miró. 1963 wurde in der Madrider Galerie Biosca seine Ausstellung zunächst aus politischen Gründen zensiert und schließlich geschlossen. 1964 gelang ihm im Rahmen einer ersten wichtigen Ausstellung der Durchbruch, es folgten über 20 Jahre großen Kritikererfolges als Maler mit hoher Wertschätzung auf dem Kunstmarkt.

### Umzug nach Italien und Rückkehr nach Paris
1968 zog er nach Mailand um und 1969 begann dort die erfolgreiche künstlerische Zusammenarbeit mit dem Intendanten Klaus Michael Grüber. Arroyo gestaltete die Bühnenbilder zu dessen Inszenierungen  Off Limits von Arthur Adamov im Piccolo Teatro in Mailand, übernahm die Ausgestaltung von Alban Bergs Oper Woyzeck an der Bremer Oper und Bertolt Brechts Im Dickicht der Städte in Frankfurt am Main. 1971 machte er in New York Bekanntschaft mit Saul Steinberg. 1973 kehrte er nach Paris zurück und unterhielt ein Atelier in „La Ruche“. In Paris begegnete er dem führenden Galeristen Karl Flinker. 1974 wurde er zum Jury-Mitglied der Biennale in Venedig berufen und stattete zu Stücken, die Klaus Michael Grüber inszenierte in Berlin, Chaillot und Paris Bühnenbilder aus.

### Ausweisung aus Spanien
Eduardo Arroyo wurde 1974 in Valencia inhaftiert und aus Spanien ausgewiesen. Er verlor seine spanische Staatsbürgerschaft, wurde aber in Frankreich als politischer Flüchtling anerkannt.
Von 1975 bis 1976 lebte Arroyo mit einem DAAD-Stipendium ausgezeichnet in West-Berlin.

### Rückkehr nach Spanien
1976 kehrte Arroyo nach Francos Tod nach Spanien zurück und wurde offiziell mit einer großen Retrospektive geehrt. Er erhielt seine spanische Staatsbürgerschaft zurück. Nun übernahm er auch in Spanien die Bühnendekorationen zu Inszenierungen von Klaus Michael Grüber wie El arquitecto y el emperador de Asiria von Fernando Arrabal in Barcelona. 1977 war Eduardo Arroyo Teilnehmer der Documenta 6 in Kassel in der Abteilung Zeichnung. 1983 wurde Eduardo Arroyo mit dem Großen National-Preis für Malerei in Spanien ausgezeichnet.
Arroyos Theaterstück Bantam wurde 1986 durch seine Freunde Grüber – für die Regie –, Aillaud und Antonio Recalcati – für Bühnenbild und Kostüme – am Bayerischen Staatsschauspiel (Residenztheater) in München mit großem Erfolg uraufgeführt. 1995 repräsentierte Arroyo gemeinsam mit dem Bildhauer Andreu Alfaro bei der 46. Biennale von Venedig Spanien.

## Werke

### Malerisches Werk
Stilistisch stehen Arroyos meist ironische, farbenfrohe Werke an der Kreuzung zwischen den Strömungen Nouvelle Figuration bzw. Figuration narrative und Pop Art. Charakteristisch für seine Darstellungen ist die generelle Abwesenheit von räumlicher Tiefe und die Verflachung der Perspektive.
Nach ersten expressionistisch orientierten Anfängen gelangte Arroyo zu einer vereinfachten Gegenständlichkeit mit Elementen der Montage. Er setzte sich in seinen Bildern mit politischen Zuständen in seiner Heimat nach dem Spanischen Bürgerkrieg auseinander. Seine Arbeiten beruhten auf tatsächlichen Bildern der Kunstgeschichte und Fotos. Diese überarbeitete er und benutzte sie für seine eigenen Bildaussagen. Die Malerei verstand er als Mittel in der politischen Auseinandersetzung. In Paris erregten schon seine ersten Bildfolgen, die er im Salon de la Jeune Peinture ausstellte, großes Aufsehen und führten zu einem Skandal. Dieser Skandal verhalf ihm zu internationaler Bekanntheit. Seine Arbeiten sind nun von inhaltlichen Aussage geprägt und in glasklarer realistischer Formpräzision gefasst. Er richtete sich vehement gegen die „experimentelle Kunst der Avantgarde“, insbesondere gegen Marcel Duchamp und gestaltete zusammen mit Aillaud und Recalcati 1965 die Ausstellung „Leben und Sterben lassen. Oder das tragische Ende des Marcel Duchamp“. Arroyo befand sich in einer Gruppe gleichgesinnter Kollegen, denen die Malerei nicht als Selbstzweck, sondern zur Vergegenwärtigung einer moralischen Haltung diente. Innerhalb dieser Auseinandersetzung beschäftigte Arroyo sich auch mit Miró. Es entstand 1969 der Zyklus Miró refait on les malheurs de la coexistence, in der er dessen Werk aus historischem Umfeld löste und in die Gegenwart übersiedelte. Die Arbeiten der 60er Jahre verdeutlichten seine Beschäftigung mit der Kunstgeschichte. Nicht nur die Moderne wurde befragt wie die der Pop Art und ihr Schaffen kritisch beleuchtet, auch die Intensionen früherer Künstler wie Diego Velázquez, David und Goya werden durch scheinbare Zitate ihrer Werke in satirisch-polemischer Weise aufgegriffen und erfahren dadurch eine Änderung ihres Sinngehalts, den Arroyo für eigene Aussagen nutzt.
Anschließend begann er eine Reihe von Bildern zum Boxsport, der in Arroyos Leben eine große Rolle spielt. Er wollte sich ganz bewusst dem Surrealismus in Paris eingliedern. Um 1969 entstand eine größere Folge von Arbeiten, die Winston Churchill gewidmet sind. Arroyo sieht in Churchill die Verkörperung des unvereinbaren Gegensatzes von Kunst und Politik und setzt hier mit seiner Kritik an. Nach Francos Tod in Spanien verlieren diese Themen ihre Aktualität. In den 70er Jahren wendet sich Arroyo der Porträtmalerei zu. Es entstehen u. a. Bildnisse von Aldo Mondino. Bemerkenswert ist dabei Arroyos Versuch, dem zweidimensionalen Bild die dritte Dimension zu geben, Realität und Fiktion gegenüberzustellen. Mitte der 70er Jahre treten die agitatorischen Bilder zugunsten einer weiterführenden Reflexion von Zeichen und Realität in seinen Arbeiten zurück. Bemerkenswertestes Beispiel dieser Phase ist der Zyklus Blinde Maler (Parmi les peintres). Während er bei den früheren Bildern zumeist auf Vorlagen zurückgriff, spielen Vorlagen nur eine untergeordnete Rolle. Es entstehen Collagen aus geklebtem, farbigen Sandpapier. Diese liegen wieder in der Tradition der Duchamp- und Miró-Zyklen, haben jedoch eine neue Qualität erreicht. Arroyo geht hier gegen das selbstgefällige Beharren festgefügter Positionen und die existentielle Entfremdung von der Realität an. Seine Arbeiten bleiben immer dem intellektuellen Umfeld der Großstädte verpflichtet.

### Bühnenbilder
Arroyo wurde einem breiten Publikum auch durch seine zahlreichen Arbeiten als Bühnenbildner sowie teilweise auch als Kostümgestalter ein Begriff. In dieser Beziehung arbeitete er seit 1969 vor allem mit dem Regisseur Klaus Michael Grüber zusammen, der ihn zu dieser Tätigkeit animiert hat. Arroyo gestaltete Bühnen u. a. für das Piccolo Teatro in Mailand, die Pariser Oper (1976 Richard Wagners Die Walküre), die Schaubühne am Lehniner Platz in Berlin oder die Salzburger Festspiele (1992 Leoš Janáčeks Z mrtveho domu).

## Auszeichnungen
- 1982 Großer National-Preis für Malerei (Premio Nacional de Artes Plásticas) in Spanien[2]

## Werke im öffentlichen Besitz
- Centre Georges-Pompidou, París
- Museum of Modern Art, New York City
- Museo Reina Sofía, Madrid
- Hirshhorn Museum and Sculpture Garden, Washington, D.C.
- Museo de Bellas Artes de Bilbao, Bilbao
- Caixa Galicia Foundation, Vigo, Spanien
- Fundació Suñol, Barcelona
- Lille Metropole Musee d’Art Moderne, Villeneuve-d’Ascq
- Museo Patio Herreriano de Valladolid, Valladolid, Spanien
- Museu Serralves, Porto, Portugal
- National-Galerie, Berlin
- Platz Jean Achard: Wand-Gemälde von 1982
- Staats-Galerie Moderner Kunst in München
- Museo Centro de Arte Faro de Cabo Mayor Santander, Spanien

## Einzelausstellungen
- 1961: Galerie Claude Lévin, Paris.
- 1963: Galerie Biosca (Ausstellung zensiert und geschlossen), Madrid.
- 1967: Galleria Il Fante de Spade (Miró-Zyklus), Rom.
- 1969: Galerie Withofs (Churchill-Zyklus), Brüssel.
- 1977: Galerie Maeght (Kat.), Brüssel.
- 1980: Städtische Galerie im Lenbachhaus, München. (Blinde Maler; Kat. mit Ausst.- und Bibliografisches Verzeichnis 1970–80).
- 1982: Centre Pompidou, Paris.
- 1982: Salas Picasso (Kat.), Madrid.
- 1984: Guggenheim Museum, New York.
- 1984: Galerie Anton Meier (Kat.), Genf.
- 1987: Museum für Kunst und Kulturgeschichte, Dortmund. (Theater, Boxen, Figuration; Kat.)
- 1988: Galerie Anton Meier, Genf.
- 1988: Michael Hasenclever Galerie, München. (Skulpturen, Keramiken, Arbeiten auf Papier).
- 1994: Galerie Anton Meier, Genf.

## Gruppenausstellungen
- 1960 Salon de la Jeune Peinture, Paris